# Championnat d'Écosse de football de deuxième division 2014-2015
Navigation
Édition précédente Édition suivante
Le championnat d'Écosse de football de 2e division 2014-2015 (ou Scottish Championship), est la 109e édition du Championnat d'Écosse de football D2. Il s'agit de la 1re édition de ce championnat sous cette nouvelle formule depuis la réforme du football écossais de 2013.
Cette épreuve regroupe dix équipes qui s'affrontent quatre fois chacune, soit un total de 36 journées. Le champion est directement promu en Scottish Premiership et les trois équipes classées de la 2e à la 4e place disputent les barrages de promotion/relégation avec le 11e de Premiership. À l'inverse, le dernier du classement est relégué en League One et l'avant-dernier dispute les barrages de promotion/relégation contre les équipes classées 2e, 3e et 4e de division inférieure.

## Participants
| \| Cowdenbeath Alloa Athletic Falkirk Hearts Hibernian Livingston Dumbarton Raith Rovers Rangers Queen of the South \| Localisation des clubs engagés dans le championnat. |
| Cowdenbeath Alloa Athletic Falkirk Hearts Hibernian Livingston Dumbarton Raith Rovers Rangers Queen of the South                                                           |

| Club                              | Ville       | Classement 2013-2014 | Stade                  | Capacité |
| --------------------------------- | ----------- | -------------------- | ---------------------- | -------- |
| Hibernian Football Club           | Édimbourg   | 11 (SPL)             | Easter Road            | 20 421   |
| Heart of Midlothian Football Club | Édimbourg   | 12 (SPL)             | Tynecastle Stadium     | 17 529   |
| Falkirk Football Club             | Falkirk     | 3                    | Falkirk Stadium        | 8 750    |
| Queen of the South Football Club  | Dumfries    | 4                    | Palmerston Park        | 7 620    |
| Dumbarton Football Club           | Dumbarton   | 5                    | The Bet Butler Stadium | 2 020    |
| Livingston Football Club          | Livingston  | 6                    | Almondvale Stadium     | 9 865    |
| Raith Rovers Football Club        | Kirkcaldy   | 7                    | Stark's Park           | 8 473    |
| Alloa Athletic Football Club      | Alloa       | 8                    | Recreation Park        | 3 100    |
| Cowdenbeath Football Club         | Cowdenbeath | 9                    | Central Park           | 4 309    |
| Rangers Football Club             | Glasgow     | 1 (SD)               | Ibrox Stadium          | 50 987   |

## Classement
Le classement est établi sur le barème de points classique (victoire à 3 points, match nul à 1, défaite à 0). Les clubs à égalité en nombre de points sont départagés en fonction des critères suivants :
1. Plus grande différence de buts générale ;
2. Plus grand nombre de buts marqués ;
3. Confrontations directes entre les équipes : a- points terrain ; b- différence de buts particulière ; c- nombre de buts inscrits ;
4. Dans le cas où l'égalité persiste et où une place de promotion/relégation est en jeu, les équipes se départagent lors d'un match d'appui sur terrain neutre ; sinon (place ne présentant aucun enjeu), elles sont déclarées ex æquo.

| Rang | Équipe                  | Pts | J  | G  | N  | P  | Bp | Bc | Diff |
| ---- | ----------------------- | --- | -- | -- | -- | -- | -- | -- | ---- |
| 1    | Heart of Midlothian R   | 91  | 36 | 29 | 4  | 3  | 96 | 26 | +70  |
| 2    | Hibernian R             | 70  | 36 | 21 | 7  | 8  | 70 | 32 | +38  |
| 3    | Rangers Football Club P | 67  | 36 | 19 | 10 | 7  | 69 | 39 | +30  |
| 4    | Queen of the South      | 60  | 36 | 17 | 9  | 10 | 58 | 41 | +17  |
| 5    | Falkirk                 | 53  | 36 | 14 | 11 | 11 | 48 | 48 | 0    |
| 6    | Raith Rovers            | 43  | 36 | 12 | 7  | 17 | 42 | 65 | -23  |
| 7    | Dumbarton               | 34  | 36 | 9  | 7  | 20 | 36 | 79 | -43  |
| 8    | Livingston -5A          | 27  | 36 | 8  | 8  | 20 | 41 | 53 | -12  |
| 9    | Alloa Athletic          | 27  | 36 | 6  | 9  | 21 | 34 | 56 | -22  |
| 10   | Cowdenbeath             | 25  | 36 | 7  | 4  | 25 | 31 | 86 | -55  |

Promotions
- Promotion en Scottish Premiership
- Qualification pour les barrages de promotion

Relégations
- Relégation en Scottish League One
- Barrages de relégation

Abréviations
- P : Promus de Scottish Second Division 2013-2014
- R : Relégué de Scottish Premier League 2013-2014

Note
A Livingston reçoit une pénalité de cinq points en raison d'irrégularités financières.

### Barrages de promotion/relégation
Les équipes classées deuxième, troisième et quatrième participent aux barrages. Si une de ces équipes remporte cette compétition prenant la forme d'une coupe en matches aller-retour, elle accède à la division supérieure.
La quatrième équipe participante est l'équipe ayant terminée à l'avant-dernière place de la division supérieure. Si cette équipe remporte la compétition, elle se maintient dans sa division. Dans le cas contraire, elle est reléguée.

#### Quarts de finale
| 9 mai 2015 | Queen of the South | 1 – 2 | Rangers                |                                           |                                           |
|            | Lyle 64e           |       | Smith 44e · Shiels 75e | Spectateurs : 5 224 Arbitrage : Alan Muir | Spectateurs : 5 224 Arbitrage : Alan Muir |
|            | BBC                |       |                        | Spectateurs : 5 224 Arbitrage : Alan Muir | Spectateurs : 5 224 Arbitrage : Alan Muir |

| 17 mai 2015 | Rangers     | 1 – 1 | Queen of the South |                                               |                                               |
|             | Wallace 60e |       | Lyle 35e           | Spectateurs : 48 035 Arbitrage : Kevin Clancy | Spectateurs : 48 035 Arbitrage : Kevin Clancy |
|             | BBC         |       |                    | Spectateurs : 48 035 Arbitrage : Kevin Clancy | Spectateurs : 48 035 Arbitrage : Kevin Clancy |

Score cumulé : Rangers - Queen of the South 3 - 2

#### Demi-finales
| 20 mai 2015 | Rangers                | 2 – 0 | Hibernian |                                               |                                               |
|             | Clark 44e · Miller 63e |       |           | Spectateurs : 41 236 Arbitrage : Calum Murray | Spectateurs : 41 236 Arbitrage : Calum Murray |
|             | BBC                    |       |           | Spectateurs : 41 236 Arbitrage : Calum Murray | Spectateurs : 41 236 Arbitrage : Calum Murray |

| 23 mai 2015 | Hibernian      | 1 – 0 | Rangers |                                              |                                              |
|             | Cummings 90+4e |       |         | Spectateurs : 14 742 Arbitrage : John Beaton | Spectateurs : 14 742 Arbitrage : John Beaton |
|             | BBC            |       |         | Spectateurs : 14 742 Arbitrage : John Beaton | Spectateurs : 14 742 Arbitrage : John Beaton |

Score cumulé : Rangers - Hibernian : 2-1

#### Finale
| 28 mai 2015 | Rangers      | 1 – 3 | Motherwell                              |                                                                      |                                                                      |
|             | McGregor 82e |       | Erwin 27e · McManus 40e · Ainsworth 47e | Ibrox Stadium, Glasgow Spectateurs : 49 200 Arbitrage : Bobby Madden | Ibrox Stadium, Glasgow Spectateurs : 49 200 Arbitrage : Bobby Madden |
|             | BBC          |       |                                         | Ibrox Stadium, Glasgow Spectateurs : 49 200 Arbitrage : Bobby Madden | Ibrox Stadium, Glasgow Spectateurs : 49 200 Arbitrage : Bobby Madden |

| 31 mai 2015 | Motherwell                                        | 3 – 0 | Rangers |                                                                    |                                                                    |
|             | Johnson 52e · Ainsworth 70e · Sutton 90+3e (pen.) |       |         | Fir Park, Motherwell Spectateurs : 9 220 Arbitrage : Craig Thomson | Fir Park, Motherwell Spectateurs : 9 220 Arbitrage : Craig Thomson |
|             | BBC                                               |       |         | Fir Park, Motherwell Spectateurs : 9 220 Arbitrage : Craig Thomson | Fir Park, Motherwell Spectateurs : 9 220 Arbitrage : Craig Thomson |

Score cumulé : Motherwell - Rangers : 6-1
Motherwell est promu en Scottish Premiership.
Les Rangers restent en Scottish Championship